# Tomasz Ujazdowski
Tomasz Ujazdowski (1796-1839) – polski archeolog, nauczyciel i redaktor. 
Był nauczycielem w szkołach pijarskich oraz w szkołach wojewódzkich w Kielcach i Kaliszu, a następnie Biblioteki Uniwersytetu Warszawskiego. W latach 1829–30 wydawał Pamiętnik sandomierski, a w 1835 roku opublikował Pomnik rycerstwa polskiego w wieku XV. Wydawał też pismo Tandeciarz. 